# UFC 118
UFC 118: Edgar vs. Penn 2 var en mixed martial arts-gala arrangerad av Ultimate Fighting Championship (UFC) i Boston, USA den 28 augusti 2010. Galan var UFC:s första i delstaten Massachusetts.

## Bakgrund
Huvudmatchen var en returmatch om mästartiteln i lättvikt mellan Frankie Edgar och B.J. Penn, den första matchen mellan de båda hölls vid UFC 112 i april 2010. Den regerande mästaren B.J. Penn var storfavorit i första mötet och när Edgar vann matchen och titeln efter ett omdiskuterat domslut valde UFC att arrangera en returmatch.
På galan möttes även Randy Couture, före detta flerfaldiga mästare i tungvikt och lätt tungvikt i UFC, och proffsboxaren James Toney, tungviktsmästare inom boxning. Toney hade aldrig tidigare gått en match i MMA men hade under en längre tid förföljt UFC:s VD Dana White för att smutskastat MMA och få ett kontrakt med organisationen. Matchen marknadsfördes som "UFC mot boxning".
Vinnaren i matchen mellan Kenny Florian och Gray Maynard hade före matchen lovats en titelmatch mot vinnaren i mötet mellan Edgar och Penn.

## Resultat

### Underkort
|                                                | Mike Pierce | Weltervikt | Amilcar Alves |  |
| Segrare: submission (armlås) efter 3:11 rond 3 |             |            |               |  |

|  | Nick Osipczak         | Weltervikt                 | Greg Soto |  |
|  | (28-29, 28-29, 28-29) | Segrare: enhälligt domslut |           |  |

|                                                  | Dan Miller | Mellanvikt | John Salter |  |
| Segrare: submission (giljotin) efter 1:53 rond 2 |            |            |             |  |

|  | Andre Winner          | Lättvikt                   | Nik Lentz |  |
|  | (27-30, 28-29, 27-30) | Segrare: enhälligt domslut |           |  |

|                                                | Joe Lauzon | Lättvikt | Gabe Ruediger |  |
| Segrare: submission (armlås) efter 2:01 rond 1 |            |          |               |  |

### Huvudkort
|                                                          | Nate Diaz | Weltervikt | Marcus Davis |  |
| Segrare: teknisk submission (giljotin) efter 4:02 rond 3 |           |            |              |  |

|  | Kenny Florian         | Lättvikt                   | Gray Maynard |  |
|  | (27-30, 27-30, 27-30) | Segrare: enhälligt domslut |              |  |

|                            | Demian Maia           | Mellanvikt | Mario Miranda |  |
| Segrare: enhälligt domslut | (30-27, 30-27, 30-27) |            |               |  |

|                                                  | Randy Couture | Tungvikt | James Toney |  |
| Segrare: submission (triangel) efter 3:19 rond 1 |               |          |             |  |

|                            | Frankie Edgar (C)     | Lättvikt Titelmatch | B.J. Penn |  |
| Segrare: enhälligt domslut | (50-45, 50-45, 50-45) |                     |           |  |

## Bonusar
En bonus på $60 000 delas ut till Kvällens match, Kvällens knockout samt Kvällens submission.
- Kvällens match: Nate Diaz mot Marcus Davis
- Kvällens knockout: delades inte ut
- Kvällens submission: Joe Lauzon

### Webbkällor
- ”UFC 118 play by play and live results”. mmajunkie.com. Arkiverad från originalet den 27 april 2013. https://archive.today/20130427054110/http://www.mmajunkie.com/news/2010/08/ufc-118-play-by-play-and-live-results. Läst 12 januari 2011.

### Fotnoter
1. 1 2  ”MSAC: UFC 118 draws 14,168 spectators for $2.8 million live gate”. mmajunkie.com. Arkiverad från originalet den 30 juni 2012. https://archive.is/20120630015403/http://mmajunkie.com/news/20513/msac-ufc-118-draws-14168-spectators-for-2-8-million-live-gate.mma. Läst 12 januari 2011.
2. ↑  ”UFC 118 weigh-in slated for Aug. 27 in Boston”. mmajunkie.com. Arkiverad från originalet den 25 maj 2012. https://archive.is/20120525132630/http://mmajunkie.com/news/20027/ufc-118-weigh-in-slated-for-aug-27-in-boston.mma. Läst 12 januari 2011.
3. ↑  ”Edgar dominates Penn in UFC title rematch”. yahoo.com. http://sports.yahoo.com/mma/news?slug=ys-ufcearly082810. Läst 12 januari 2011.
4. ↑  ”BJ Penn's Controversial Loss to Frankie Edgar Is a Loss For All of MMA”. bleacherreport.com. http://bleacherreport.com/articles/380004-bj-penns-controversial-loss-to-frankie-edgar-is-a-loss-for-all-of-mma. Läst 12 januari 2011.
5. ↑  ”Randy Couture vs. James Toney at August's UFC 118 in Boston? (Updated)”. mmajunkie.com. Arkiverad från originalet den 25 maj 2012. https://archive.is/20120525132634/http://mmajunkie.com/news/18852/randy-couture-vs-james-toney-targeted-for-augusts-ufc-118-in-boston.mma. Läst 12 januari 2011.
6. ↑  ”It's UFC vs. boxing as Randy Couture takes on James Toney”. latimes.com. http://articles.latimes.com/2010/aug/27/sports/la-sp-ufc-couture-toney-20100828. Läst 12 januari 2011.
7. ↑  ”UFC 118's Kenny Florian vs. Gray Maynard winner guaranteed lightweight title shot”. mmajunkie.com. Arkiverad från originalet den 25 maj 2012. https://archive.is/20120525132635/http://mmajunkie.com/news/20422/ufc-118s-kenny-florian-vs-gray-maynard-winner-guaranteed-lightweight-title-shot.mma. Läst 12 januari 2011.
8. ↑  ”UFC 118 salaries: Toney ($500K), Couture ($250K) top $1.428 million fighter payroll”. mmajunkie.com. Arkiverad från originalet den 25 maj 2012. https://archive.is/20120525132638/http://mmajunkie.com/news/20512/ufc-118-salaries-toney-500k-couture-250k-top-1-428-million-fighter-payroll.mma. Läst 12 januari 2011.